# Coccopygia
A Coccopygia  a madarak osztályának verébalakúak (Passeriformes) rendjébe és a díszpintyfélék (Estrildidae) családjába tartozó nem.

## Rendszerezés
A nembe az alábbi 3 faj tartozik:
- Coccopygia quartinia
- Coccopygia bocagei
- sárgahasú asztrild (Coccopygia melanotis vagy Estrilda melanotis)